# Prix littéraires 1953
Liste des prix littéraires décernés au cours de l'année 1953 :

## Prix internationaux
- Prix Nobel de littérature : Winston Leonard Spencer Churchill  Royaume-Uni[1]

## Allemagne
- Prix Georg-Büchner : Ernst Kreuder'[2]

## Belgique
- Prix Victor-Rossel : Paul-Aloïse De Bock pour Terres basses

## Canada
- Prix littéraires du Gouverneur général 1953 :
  - Catégorie « Romans et nouvelles de langue anglaise » : David Walker pour Digby
  - Catégorie « Poésie ou théâtre de langue anglaise » : Douglas LePan pour The Net and the Sword
  - Catégorie « Études et essais de langue anglaise » : N. J. Berrill pour Sex and the Nature of Things et J. M. S. Careless pour Canada: A Story of Challenge

## Chili
- Prix national de littérature : Daniel de la Vega (es) (1992-1971), poète, dramaturge, chroniste et romancier[3]

## Espagne
- Prix Nadal : Lluïsa Forrellad (es), pour Siempre en capilla
- Prix Planeta : Santiago Lorén, pour Una casa con goteras
- Prix national de littérature narrative : José María Gironella (1917-2003), pour Los cipreses creen en Dios
- Prix national de poésie : Luis Rosales (1910-1992), pour Rimas
- Prix Adonáis de Poésie :

## États-Unis
- National Book Award : 
  - Catégorie « Fiction » : Ralph Ellison pour Invisible Man (Homme invisible, pour qui chantes-tu ?)
  - Catégorie « Essais » : Bernard De Voto pour The Course of Empire
  - Catégorie « Poésie » : Archibald MacLeish pour Collected Poems, 1917-1952
- Prix Hugo :
  - Prix Hugo du meilleur roman : L'Homme démoli (The Demolished Man) par Alfred Bester
- Prix Pulitzer :
  - Catégorie « Fiction » : Ernest Hemingway pour The Old Man and the Sea (Le Vieil Homme et la Mer)
  - Catégorie « Biographie et Autobiographie » : David J. Mays pour Edmund Pendleton 1721–1803
  - Catégorie « Histoire » : George Dangerfield pour The Era of Good Feelings
  - Catégorie « Poésie » : Archibald MacLeish pour Collected Poems, 1917-1952
  - Catégorie « Théâtre » : William Inge pour Picnic

## Finlande
- Prix Aleksis-Kivi : Lauri Viljanen
- Prix Kalevi-Jäntti : Marko Tapio pour Lasinen pyykkilauta
- Prix national de littérature : Veikko Huovinen pour Havukka-ahon ajattelija, Aila Meriluoto pour Sairas tyttö tanssii, Martti Haavio pour Linnustaja, Toivo Pekkanen pour Aamuhämärä, Toverukset, Voittajat ja voitetut
- Prix littéraire de la ville de Tampere : Frans Emil Sillanpää pour Poika eli elämäänsä
- Prix Tollander : Walentin Chorell
- Prix Rudolf-Koivu : Kaarlo et Ilona Merikoski pour Jättiläisiä ja kääpiöitä
- Prix Topelius : Leena Härmä pour Tuittupää ja Rantakylän Sisu

## France
- Prix Goncourt : Pierre Gascar pour Les Bêtes (Gallimard)
- Prix Renaudot : Célia Bertin pour La Dernière Innocence (Corrêa)
- Prix Femina : Zoé Oldenbourg pour La Pierre angulaire (Gallimard)
- Prix Interallié : Louis Chauvet pour L'Air sur la quatrième corde (Flammarion)
- Grand prix du roman de l'Académie française : Jean Hougron pour Mort en fraude (Donnat)
- Prix des Deux Magots : Albert Simonin pour Touchez pas au grisbi ! (NRF)
- Prix du Quai des Orfèvres : Cécil Saint-Laurent pour Sophie et le crime
- Prix du roman populiste : Mouloud Feraoun pour La Terre et le Sang

## Italie
- Prix Strega : Massimo Bontempelli pour L'amante fedele (Mondadori)[4]
- Prix Bagutta : Leonardo Borghese, Primo amore, (Garzanti)
- Prix Viareggio : Carlo Emilio Gadda, Novelle dal ducato in fiamme

## Monaco
- Prix Prince-Pierre-de-Monaco : Jean Giono[5]

## Royaume-Uni
- Prix James Tait Black :
  - Fiction : Margaret Kennedy pour Troy Chimneys (Pronto)
  - Biographie : Carola Oman pour Sir John Moore
- Prix John-Llewellyn-Rhys : Rachel Trickett pour The Return Home
- Médaille Carnegie : Edward Osmond pour A Valley Grows Up
- Prix Rose-Mary-Crawshay : Helen Gardner (en) pour Divine Poems of John Donne
- Prix Somerset-Maugham : Emyr Humphreys pour Hear and Forgive